# البلياتشو (فلم)
البلياتشو فيلم مصري إنتاج عام 2007، تدور أحداثه في إطار تشويقي حيث يعبر الفيلم من خلال شخصية «البلياتشو» عن قضايا القهر والطغيان الذي يتعرض لهما بعض البسطاء، كما يتعرض الفيلم للعديد من القضايا الاجتماعية، والسياسية التي تهم المجتمع المصري.
عنوان الفيلم مأخوذ من الكلمة الإيطالية (Pagliaccio) التي تعني المهرج.

## قصة الفيلم
تدور أحداث الفيلم بين شخصيتين رئيسيتين هما علي راضي الصغير وماهر غنام، وبإشارة سريعة ومهمة تتكون صورة أولية عن ميول الشخصيتين من خلال تلصص ماهر عبر شق الخيمة لمشاهدة زميلته في العمل وهي تغير ملابسها، ويلاحظه صديقه علي ويؤنبه على هذا التصرف. تمر مشاهد السيرك سريعة وينتقل المخرج لمشهد سرقة ليلية بطلها الأساسي ماهر غنام، وبطريقة الأفلام الكلاسيكية يستخدم المخرج عبارة «بعد مرور خمس سنوات» كانتقالة زمنية، حيث يزور علي مكتب رجل الأعمال ماهر غنام الذي يفاجأ به، يعرض عليه قلة حيلته في تأمين حقن الدواء لأبيه المريض. بدهائه يستثمر ماهر شخصية علي وإمكانيته في سرقة مستندات مهمة من رجل أعمال كبير ومنافس لماهر مقابل منحه مبلغ كبير من المال. يتردد علي ولكنه يقبل إرضاء لصديقه وحلا لتأمين الدواء لأبيه. وأثناء تنفيذ العملية، يقع ما لم يكن في الحسبان حيث يتم قتل رجل الأعمال من طرف ثالث، وهو أيضا رجل أعمال يدعى صفوت، أمام عيني علي الذي اختبأ في البلكون. فتتعقد الأمور وتبدأ ملاحقة علي وهروبه المستمر من العدالة وكذلك من رجال ماهر الذي يبعثهم للتخلص منه، وهو ينام في عوامته التي سهرا فيها سويا. وقبل وصولهم بقليل تبلغه بذلك فاتن سكرتيرة ماهر التي تقع في حبه، وفي نفس الوقت تنتقم من ماهر. وبعد هروبه من العوامة سباحة وبعد مطاردة مثيرة تستمر في الشوارع، يطلقون عليه النار من كاتم صوت فيلجأ لقسم الشرطة متوخيا الحماية، لكنه يفاجأ بتهمة قتل رجل الأعمال المنسوبة إليه مما يضطره أيضا للهروب لينتقم من ماهر وكذلك لإثبات براءته، ويزور أبيه الذي ينهره ويوبخه ويحرم على نفسه الفلوس التي منحها إياه، فيذهب إلى فاتن فتأويه في شقتها، ثم يبدأ بالتخطيط للوصول إلى ماهر. وفي حفلة تنكرية يقيمها ماهر، يتسلل علي ويتمكن من مجابهة ماهر، لكن اللقاء ينتهي بعراك شديد وموت ماهر، ليستمر البطل في مسلسل هروبه وتخفيه فينتقل إلى أحد الأحياء الفقيرة المعدمة حيث يقطن العم سالم (أحد العاملين في السيرك)، ويعرف من خلاله بأن صفوت، رجل الأعمال الذي يلعب دوره الفنان عزت أبو عوف، هو الذي طلب من ماهر التخلص من علي. وتتسارع الأحداث حين يخطف صفوت والد علي، فيشتاط الأخير غضبا ويقرر خطف أخت صفوت ويتفق معه بالمساومة. لكن علي لا يكتفي بذلك، فيندس في زي دب مع فرقة للأطفال في حفل خيري يقيمه صفوت تضامنا مع أطفال فلسطين. وفي مكتب صفوت بالطابق العلوي يتقابل الطرفان بحضور فاتن، ويحدث حوار حاد بينهما، ثم ينفعل صفوت ويشتم علي فينطلق علي بسرعة كبيرة باتجاه صفوت الذي يقف عند النافذة المطلة على الخارج، فيقفز عليه ويسقط الاثنان عبر زجاج النافذة إلى الأرض، فيموت صفوت ويصاب علي الذي يظهر فيما بعد مع أبيه وفاتن وأعضاء السيرك وهم يتناولون الغذاء. أجواء المرح تسود المكان الذي شهد بداية الفيلم وانتهى به.

## بطولة
- هيثم أحمد زكي
- فتحي عبد الوهاب
- هيدي كرم
- أحمد راتب
- عزت أبو عوف
- سوسن بدر
- هالة فاخر
- دينا
- محمد نجاتي
- أحمد الفيشاوي
- أحمد يحيى
- ضياء عبد الخالق
- رحاب الجمل
- عبد الله مشرف
- سعيد الصالح

## روابط خارجية
- مقالات تستعمل روابط فنية بلا صلة مع ويكي بيانات